# Mericisca rufa
Mericisca rufa là một loài bướm đêm trong họ Geometridae.